# Grande Prêmio da Coreia do Sul de 2010
O Grande Prêmio da Coreia do Sul de 2010 foi a décima sétima corrida da temporada de 2010 da Fórmula 1. O vencedor foi o espanhol Fernando Alonso da Scuderia Ferrari, que reassumiu a liderança do campeonato com o abandono de Mark Webber.

## Classificação

### Treino oficial
| Pos | Nº | Piloto             | Construtor           | Parte 1  | Parte 2  | Parte 3  | Grid |
| --- | -- | ------------------ | -------------------- | -------- | -------- | -------- | ---- |
| 1   | 5  | Sebastian Vettel   | Red Bull-Renault     | 1:37.123 | 1:36.074 | 1:35.585 | 1    |
| 2   | 6  | Mark Webber        | Red Bull-Renault     | 1:37.373 | 1:36.039 | 1:35.659 | 2    |
| 3   | 8  | Fernando Alonso    | Ferrari              | 1:37.144 | 1:36.287 | 1:35.766 | 3    |
| 4   | 2  | Lewis Hamilton     | McLaren-Mercedes     | 1:37.113 | 1:36.197 | 1:36.062 | 4    |
| 5   | 4  | Nico Rosberg       | Mercedes             | 1:37.708 | 1:36.791 | 1:36.535 | 5    |
| 6   | 7  | Felipe Massa       | Ferrari              | 1:37.515 | 1:36.169 | 1:36.571 | 6    |
| 7   | 1  | Jenson Button      | McLaren-Mercedes     | 1:38.123 | 1:37.064 | 1:36.731 | 7    |
| 8   | 11 | Robert Kubica      | Renault              | 1:37.703 | 1:37.179 | 1:36.824 | 8    |
| 9   | 3  | Michael Schumacher | Mercedes             | 1:37.980 | 1:37.077 | 1:36.950 | 9    |
| 10  | 9  | Rubens Barrichello | Williams-Cosworth    | 1:38.257 | 1:37.511 | 1:36.998 | 10   |
| 11  | 10 | Nico Hülkenberg    | Williams-Cosworth    | 1:38.115 | 1:37.620 |          | 11   |
| 12  | 23 | Kamui Kobayashi    | BMW Sauber-Ferrari   | 1:38.429 | 1:37.643 |          | 12   |
| 13  | 22 | Nick Heidfeld      | BMW Sauber-Ferrari   | 1:38.171 | 1:37.715 |          | 13   |
| 14  | 14 | Adrian Sutil       | Force India-Mercedes | 1:38.572 | 1:37.783 |          | 14   |
| 15  | 12 | Vitaly Petrov      | Renault              | 1:38.174 | 1:37.799 |          | 201  |
| 16  | 17 | Jaime Alguersuari  | Toro Rosso-Ferrari   | 1:38.583 | 1:37.853 |          | 15   |
| 17  | 16 | Sébastien Buemi    | Toro Rosso-Ferrari   | 1:38.621 | 1:38.594 |          | 16   |
| 18  | 15 | Vitantonio Liuzzi  | Force India-Mercedes | 1:38.955 |          |          | 17   |
| 19  | 18 | Jarno Trulli       | Lotus-Cosworth       | 1:40.521 |          |          | 18   |
| 20  | 24 | Timo Glock         | Virgin-Cosworth      | 1:40.748 |          |          | 19   |
| 21  | 19 | Heikki Kovalainen  | Lotus-Cosworth       | 1:41.768 |          |          | 21   |
| 22  | 25 | Lucas di Grassi    | Virgin-Cosworth      | 1:42.325 |          |          | 22   |
| 23  | 20 | Sakon Yamamoto     | HRT-Cosworth         | 1:42.444 |          |          | 23   |
| 24  | 21 | Bruno Senna        | HRT-Cosworth         | 1:43.283 |          |          | 24   |

1. ↑  – Vitaly Petrov recebeu a punição de cinco posições no grid, por ter causado o acidente envolvendo Nico Hülkenberg durante o Grande Prêmio do Japão.[1]

### Corrida
| Pos | Nº | Piloto             | Construtor           | Voltas | Tempo/Aban.        | Grid | Pontos |
| --- | -- | ------------------ | -------------------- | ------ | ------------------ | ---- | ------ |
| 1   | 8  | Fernando Alonso    | Ferrari              | 55     | 2:48:20.810        | 3    | 25     |
| 2   | 2  | Lewis Hamilton     | Mclaren-Mercedes     | 55     | +14.999            | 4    | 18     |
| 3   | 7  | Felipe Massa       | Ferrari              | 55     | +30.868            | 6    | 15     |
| 4   | 3  | Michael Schumacher | Mercedes             | 55     | +39.688            | 9    | 12     |
| 5   | 11 | Robert Kubica      | Renault              | 55     | +47.734            | 8    | 10     |
| 6   | 15 | Vitantonio Liuzzi  | Force India-Mercedes | 55     | +53.571            | 17   | 8      |
| 7   | 9  | Rubens Barrichello | Williams-Cosworth    | 55     | +1:09.257          | 10   | 6      |
| 8   | 23 | Kamui Kobayashi    | BMW Sauber-Ferrari   | 55     | +1:17.889          | 12   | 4      |
| 9   | 22 | Nick Heidfeld      | BMW Sauber-Ferrari   | 55     | +1:20.107          | 13   | 2      |
| 10  | 10 | Nico Hülkenberg    | Williams-Cosworth    | 55     | +1:20.851          | 11   | 1      |
| 11  | 17 | Jaime Alguersuari  | Toro Rosso-Ferrari   | 55     | +1:24.146          | 15   |        |
| 12  | 1  | Jenson Button      | Mclaren-Mercedes     | 55     | +1:29.939          | 7    |        |
| 13  | 19 | Heikki Kovalainen  | Lotus-Cosworth       | 54     | + 1 volta          | 21   |        |
| 14  | 21 | Bruno Senna        | HRT-Cosworth         | 53     | + 2 voltas         | 24   |        |
| 15  | 20 | Sakon Yamamoto     | HRT-Cosworth         | 53     | + 2 voltas         | 23   |        |
| Ret | 14 | Adrian Sutil       | Force India-Mercedes | 46     | Colisão            | 14   |        |
| Ret | 5  | Sebastian Vettel   | Red Bull-Renault     | 45     | Motor              | 1    |        |
| Ret | 12 | Vitaly Petrov      | Renault              | 39     | Acidente           | 20   |        |
| Ret | 24 | Timo Glock         | Virgin Cosworth      | 31     | Colisão            | 19   |        |
| Ret | 16 | Sébastien Buemi    | Toro Rosso-Ferrari   | 30     | Colisão            | 16   |        |
| Ret | 25 | Lucas Di Grassi    | Virgin-Cosworth      | 25     | Acidente           | 22   |        |
| Ret | 18 | Jarno Trulli       | Lotus-Cosworth       | 25     | Sistema Hidráulico | 18   |        |
| Ret | 6  | Mark Webber        | Red Bull-Renault     | 18     | Acidente           | 2    |        |
| Ret | 4  | Nico Rosberg       | Mercedes             | 18     | Colisão            | 5    |        |

## Tabela do campeonato após a corrida
Observe que somente as seis primeiras posições estão incluídas na tabela.